# Universitat de Kinshasa
La Universitat de Kinshasa és una de les tres universitats, juntament amb la Universitat de Kisangani i la Universitat de Lubumbashi, creades després de la divisió de la Universitat nacional del Zaire (UNAZA). Està situada a Kinshasa. La universitat té 26.186 estudiants matriculats i un personal d'investigació format per 1.530 persones el curs 2006-2007, i compta amb deu divisions acadèmiques.